# 岛形麻衣奈
島形麻衣奈（5月26日—）是日本的女性配音演员。Production Ace所属。長野县出身。血型为O型。
第4回声優奖新人发掘试音合格。爱好是舞台魔术。

## 历史
2010年4月开始为Production★A组所属，但2011年12月退出。从2012年1月开始为自由声优，同年6月起为Production Ace所属。

## 出演作品

### 电视动画
2010年
- 巧虎 HE SO KA（きりんた）

2012年
- 巧虎的WOW！（きりんた）

2013年
- 青春紀行（女學生B）
- 當不成勇者的我，只好認真找工作了。（賽雅拉·歐格斯特）

2014年
- 風雲維新大將軍（女店員、女A、女B、女1）

2016年
- 春太與千夏～春太與千夏共度青春～（松山茜）
- 我太受歡迎了，該怎麼辦？（紫翠玉）

### OVA
2010年
- 声优初体验！（牧野小鳥）

### 网络动画
2013年
- 宮河家的空腹（宮河日向）

## 脚注
1. ↑  .   [2012-10-10] （日语）.[]
2. ↑  . 島形麻衣奈オフィシャルブログ「＊＊CherryMay＊＊」.   [2012-01-01]. （原始内容存档于2014-07-15） （日语）.
3. ↑  . 島形麻衣奈オフィシャルブログ「＊＊CherryMay＊＊」.   [2012-06-02]. （原始内容存档于2014-07-15） （日语）.
4. ↑  .   [2012-10-10]. （原始内容存档于2012-11-02） （日语）.